# Wüllen (Ahaus)
Wüllen, anteriormente também Wullen, é, desde a incorporação em 1o julho de 1969, um distrito de Ahaus. Além da aldeia, as comunidades agrícolas Barle, Oberortwick, Quantwick, Sabstätte e Unterortwick pertencem à esta jurisdição. A primeira menção escrita de Wüllen data de 1188.  Wüllen provavelmente estava associada à Ahaus como uma unidade administrativa, mas tornou-se "independente" em mais de uma ocasião. Há uma parceria com o município francês Argentré du Plessis.

## Atrações

### Igreja de Santo André

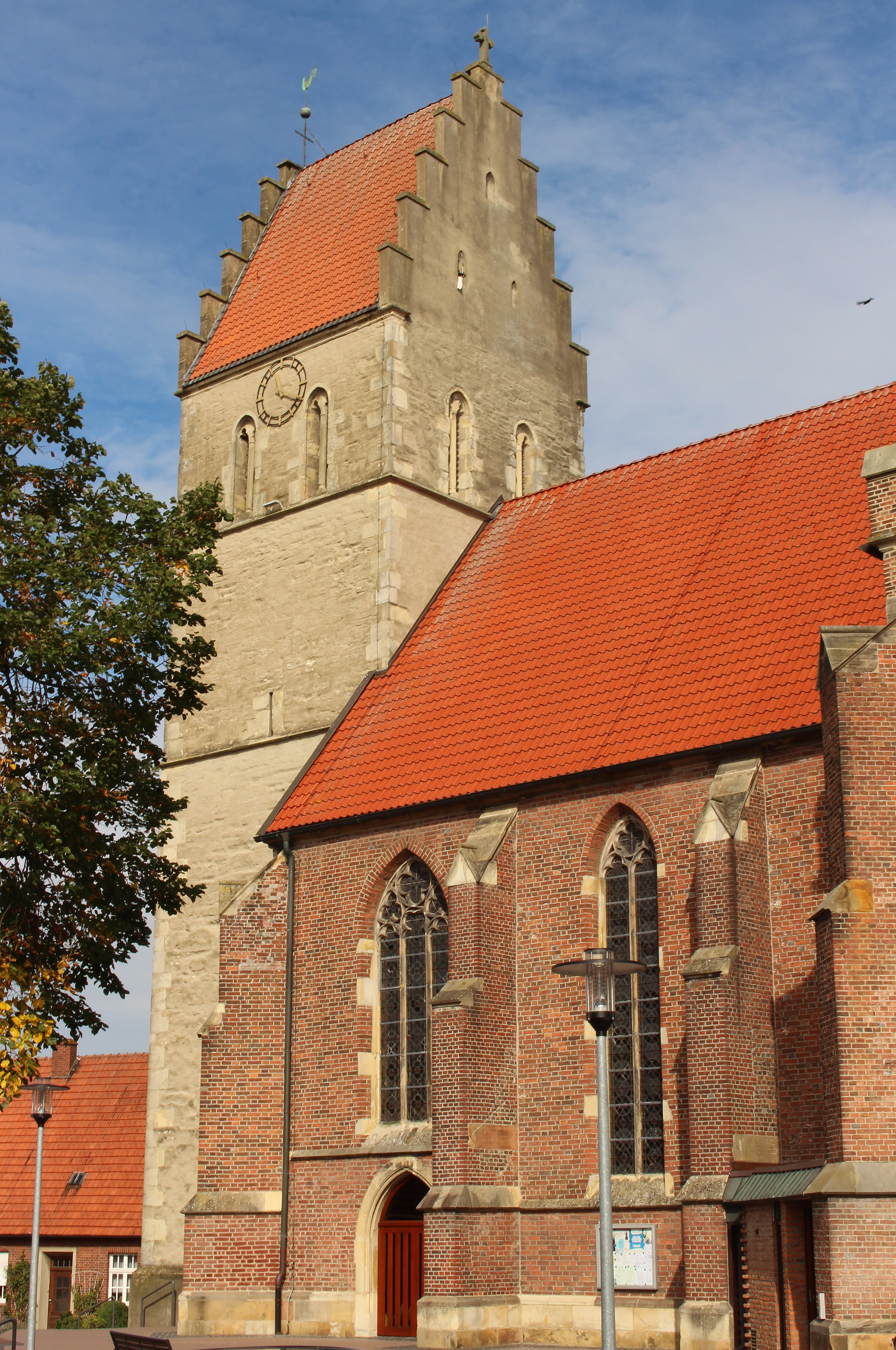
Igreja paroquial católica St Andreas

A igreja de St. Andrew em Wüllen vai para um edifício carolíngio do século IX, possui uma torre fortificada construída no século XII. A igreja atual consiste de duas naves foram construídas em 1473. Abriga um sino do fundador medieval Gerhard van Wou e vitrais modernos do artista de vidro de:Johannes Schreiter.

### Moinho Quantwicker
Construído em 1835, o Moinho Quantwicker apresenta características dos moinhos holandeses. O moinho não está mais em operação, sendo usado para a exibição de uma pequena exposição de arte privada, que não acontece regularmente.